# Romance of the Three Kingdoms V
Romance of the Three Kingdoms V (三國志V) est un jeu vidéo de grande stratégie sorti en 1997 et fonctionne sur Mega Drive, PlayStation Portable, PlayStation et DOS. Le jeu a été développé par Koei et édité par SKOB.